# Dobrosloveni
Dobrosloveni é uma comuna romena localizada no distrito de Olt, na região de Oltênia. A comuna possui uma área de 57.57 km² e sua população era de 3933 habitantes segundo o censo de 2007.